# جوني والاس
جوني والاس (بالإنجليزية: Johnnie Wallace)‏ هو لاعب اتحاد الرغبي أسترالي، ولد في 5 أكتوبر 1900 في Macksville, New South Wales ‏ في أستراليا، وتوفي في 3 نوفمبر 1975 في The Entrance, New South Wales ‏ في أستراليا.

## وصلات خارجية
- جوني والاس عل موقع إسبنسكروم (الإنجليزية)
- جوني والاس على موقع قاعة أستراليا للمشاهير الرياضية (الإنجليزية)